# Sławienko (powiat czarnkowsko-trzcianecki)
Sławienko – osada w Polsce, w województwie wielkopolskim, w powiecie czarnkowsko-trzcianeckim, w gminie Lubasz.

## Historia
Miejscowość pierwotnie związana była z Wielkopolską. Istnieje co najmniej od pierwszej połowy XV wieku. Wymieniona została w łacińskim zapisie z 1434 jako „Parwa Slawno”, 1471 „Slawno Minor”, 1510 „Minus Slawno, Slavyenko”, 1532 „Male Slawyenko”, 1541 „Slawyenko”.
Być może wieś ma starszą metrykę od zachowanych historycznych zapisów. Archeolodzy znaleźli bowiem w pobliżu wsi kilka fragmentów naczyń datowanych szacunkowo na VI–IX wiek.
Miejscowość pierwotnie była własnością szlachecką i należała do tych samych właścicieli co Sławno, wielkopolskiego rodu Sławieńskich herbu Leliwa, którzy od nazwy tamtej wsi przyjęli odmiejscowe nazwisko. W 1476 wieś znajdowała się w powiecie poznańskim Korony Królestwa Polskiego. W 1510 należała do parafii Lubasz.
W latach 1407–1434 jako dziedzic we wsi odnotowany został Wincenty ze Sławna Sławieński. W latach 1424–1464 Jan Sławieński, a w latach 1427–1443 Sędziwój Sławieński, syn Krzywosąda ze Sławna. W latach 1486–1517 dziedzicem we wsi był Mikołaj Sławieński, syn Jana Sławieńskiego.
W 1469 wieś została odnotowana jako zalegająca z podatkiem królewskim. W 1508 pobrano z niej podatki z części Mikołaja Sławieńskiego od jednego łana, a z części należącej do Jana Marlewskiego od 1/3 łana. W 1510 w Sławienku było 8 półłanków, na których gospodarowało 5 zagrodników. W 1563 pobrano podatki z części Jana Sławieńskiego zwanego także Marlewskim od 2 łanów oraz karczmy dorocznej, a z części Wawrzyńca Sławieńskiego od jednego łana. W 1577 pobór zapłacił Jarosz Sławieński.
W 1532 miało miejsce rozgraniczenie okolicznych wsi Dębe, Prusinowo, Sławienko, Młynkowo oraz Śmieszkowo. Opisano wówczas najbliższą okolicę wsi. Odnotowano kopiec narożny wsi Dębe, Sławienka i Prusinowa znajdujący się przy strudze czyli miedzy (łac. „gurges sive miedza”) koło wielkiej drogi prowadzącej do Czarnkowa. Pomiędzy Śmieszkowem, Prusinowem, a Sławienkiem znajdowało się bagno zwane „Trzciane”, las zwany „Mały Utrynek” oraz dąbrowa zwana „Pośredniak”. W 1541 odnotowany został kopiec narożny Sławienka, Sławna, Prusinowa, Młynkowa oraz Śmieszkowa. W 1546 nastąpił podział lasów pomiędzy wsiami Sławienko i Sławno. W latach 1546-1635 koło Sławienka oraz Sławna odnotowano obiekt zwany „Dubiol”.
Do czasu rozbiorów leżała w Rzeczypospolitej Obojga Narodów. Wskutek II rozbioru Polski w 1793, miejscowość przeszła pod władanie Prus i jak cała Wielkopolska znalazła się w zaborze pruskim.
Do 31 grudnia 2023 miejscowość była częścią wsi Lubasz.